# Kombinovaná doprava

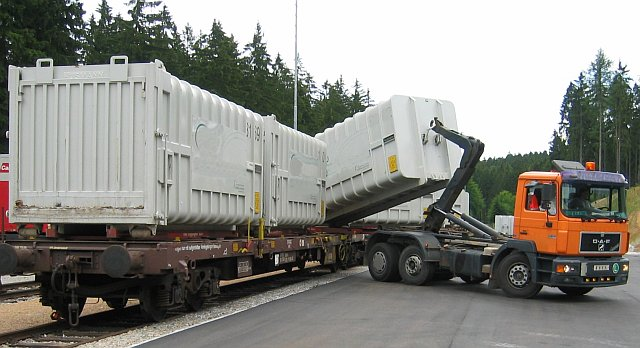
Kombinovaná doprava

Kombinovaná přeprava nebo kombinovaná doprava je speciální případ intermodální přepravy, při kterém je podíl přepravy po silničních komunikacích minimální, většina přepravy tedy probíhá po železnici nebo na vodě.
Hovorově[zdroj⁠?!] je „kombinovaná doprava“ synonymum pro intermodální přepravu nebo pro multimodální přepravu.
Smyslem kombinované dopravy je zabránit častému překládaní nákladu (náklad je totiž v uzavřených přepravních jednotkách).
Technické prostředky kombinované dopravy:
- přepravní (velký kontejner, výměnná nástavba a silniční návěs)
- dopravní (železniční vůz, silniční vozidlo, loď a letadlo)
- manipulační (jeřáb, stohovací vůz)

## Druhy
- podle speciálních dopravních prostředků:
  - huckepack
  - přeprava železničním trajektem
  - systém ro-ro (roll-on/roll-off), včetně lodí lo-lo (lift-on/lift-off)
  - systém Ro-La (Rollende Landstraße) – přeprava celých kamionů na železničních vozech
  - systém LASH (Lighters Aboard Ship)
- podle speciálních balení:
  - paletová přeprava (paleta)
  - kontejnerová přeprava (kontejner)
  - přeprava v malých přepravních skříních (malá přepravní skříň)

## Situace v EU
Pro nákladní automobily navážející výměnné nástavby a kontejnery kombinované dopravy do terminálů KD se nevztahují místní omezení provozu kamionů o víkendech, v noci či v pátek odpoledne.
Existují též linky KD, které přepravují celé kamiony i s návěsy. Jedná se o trasy, které překonávají velké přírodní překážky (např. kanál La Manche), nebo území, kde místní úřady považují tranzitní kamionovou dopravu za nežádoucí pro přetížení silnic nebo obtížný terén (Švýcarsko). Od devadesátých let po vstup České republiky do Schengenského prostoru byla státem finančně podporována přeprava celých kamionů též na lince Lovosice – Drážďany. Obecně ale lze říci, že přeprava celých kamionů je méně ekonomicky a ekologicky výhodná, protože kromě samotných návěsů je místo v železničních vozech zabíráno tahači, což se také negativně podepisuje na vysoké neužitečné hmotnosti vlakových souprav. Přesto se v současnosti na tzv. Alpském tranzitu mezi Německem a Itálií tento systém využívá v přepravě mezi speciálními terminály, jeho výhodou je totiž možnost rychlého odjezdu kamionů ke konečnému zákazníkovi.

## Situace v ČR
V roce 2011 se kombinovaná doprava podílela 5,15 % na mezinárodní nákladní dopravě ČR. Počet ucelených vlaků kombinované přepravy má stále rostoucí trend. V roce 2011 to bylo více než 16 tisíc ucelených vlaků, zatímco v roce 2008 zhruba 13 400 vlaků. Co se týče nedoprovázené kombinované dopravy, její objem narostl mezi roky 1993 a 2011 více než devítinásobně. Roste železniční přeprava kontejnerů mezi ČR a velkými evropskými námořními přístavy, především Hamburkem, Bremerhavenem a Rotterdamem. 80 % vývozu a dovozu v rámci kombinované přepravy směřuje do Německa přes pohraniční přechodovou stanici Děčín.
V čisté tonáži zboží činí v rámci kombinované přepravy podíl kontejnerů 94,6 %, výměnných nástaveb 2,4 % (klesající tendence) a silničních návěsů 3,0 %.
Kombinovaná přeprava v ČR v tisících hrubých tun:
- 1993: 1 048 tis. hrubých tun
- 1995: 3 781 tis. hrt
- 1997: 4 488 tis. hrt
- 1999: 5 217 tis. hrt
- 2001: 5 590 tis. hrt
- 2003: 7 034 tis. hrt
- 2005: 5 338 tis. hrt
- 2007: 7 155 tis. hrt
- 2009: 6 818 tis. hrt
- 2011: 9 380 tis. hrt

Kombinovaná přeprava po železnici v ČR v tisících hrubých tun (součet za kontejnery, výměnné nástavby, návěsy a přívěsy):
- 2013: 12 123 tis. hrt[4]
- 2014: 12 742 tis. hrt[4]
- 2015: 14 311 tis. hrt[4]
- 2016: 15 092 tis. hrt[4]
- 2017: 14 680 tis. hrt[4]
- 2018: 17 715 tis. hrt[5]
- 2019: 17 464 tis. hrt[5]
- 2020: 15 984 tis. hrt[5]
- 2021: 15 870 tis. hrt[5]
- 2022: 15 375 tis. hrt[5]

### Terminály kombinované kontejnerové dopravy v ČR
| Lokalita       | Místo             | Dopravní módy            | Operátor                                                           |
| -------------- | ----------------- | ------------------------ | ------------------------------------------------------------------ |
| Ostrava        | Paskov            | železnice, silnice       | PKP Cargo International a.s.                                       |
| Kopřivnice     | Lubina            | železnice, silnice       | Argo Bohemia s.r.o.                                                |
| Mělník         | Pšovka            | železnice, silnice, voda | České přístavy, a.s. (Rail Cargo Operator - CSKD s.r.o. )          |
| Praha          | Uhříněves         | železnice, silnice       | Metrans a.s.                                                       |
| Zlín           | Lípa nad Dřevnicí | železnice, silnice       | Metrans a.s.                                                       |
| Česká Třebová  | Rybník            | železnice, silnice       | Metrans a.s.                                                       |
| Plzeň          | Nýřany            | železnice, silnice       | Metrans a.s.                                                       |
| Ostrava        | Šenov             | železnice, silnice       | Metrans a.s.                                                       |
| Ústí nad Labem | Krásné Březno     | železnice, silnice, voda | Metrans a.s.                                                       |
| Plzeň          | Koterov           | železnice, silnice       | PCP Intermodal logistics, s.r.o.                                   |
| Přerov         | Horní Moštěnice   | železnice, silnice       | Rail Cargo Operator - CSKD s.r.o.                                  |
| Lovosice       | Lukavec           | železnice, silnice, voda | TCS, s.r.o., ČD-DUSS Terminal, a. s.                               |
| Brno           | Horní Heršpice    | železnice, silnice       | Terminal Brno, a.s. (ČD Cargo a Rail Cargo Operator - CSKD s.r.o.) |
| Most           | Obrnice           | železnice, silnice       | UPLINE CZ s.r.o.                                                   |
| Mošnov         | Mošnov            | železnice, silnice       | Terminal Mošnov, a.s.                                              |

### Definice kombinované dopravy dleMinisterstva dopravy ČR
Kombinovaná doprava je systém přepravy věcí v jedné a téže přepravní jednotce o délce nejméně 5,9 m, nebo v silničním vozidle, při kterém se využije více druhů dopravy, přičemž úsek železniční nebo vnitrozemské vodní dopravy je delší než 100 km vzdušnou čarou a počáteční nebo koncový úsek silniční dopravy je:
- mezi místem nakládky nebo vykládky věcí a nejbližší železniční stanicí vhodnou k překládce nebo nejbližším překladištěm KD nebo,
- mezi místem nakládky nebo vykládky věcí a vnitrozemským přístavem, jestliže nepřesahuje vzdálenost 150 km vzdušnou čarou, sestávající především z následujících fází:
  - přeprava zásilek (rozhodující úsek je po železnici nebo vodní cestou)
  - překládka přepravních jednotek v překladištích
  - svoz a rozvoz zásilek KD po silnici
  - organizace přepravního řetězce a další služby související s přepravou
  - pronájem přepravních jednotek